# ジュール・ジョゼフ・ルフェーブル

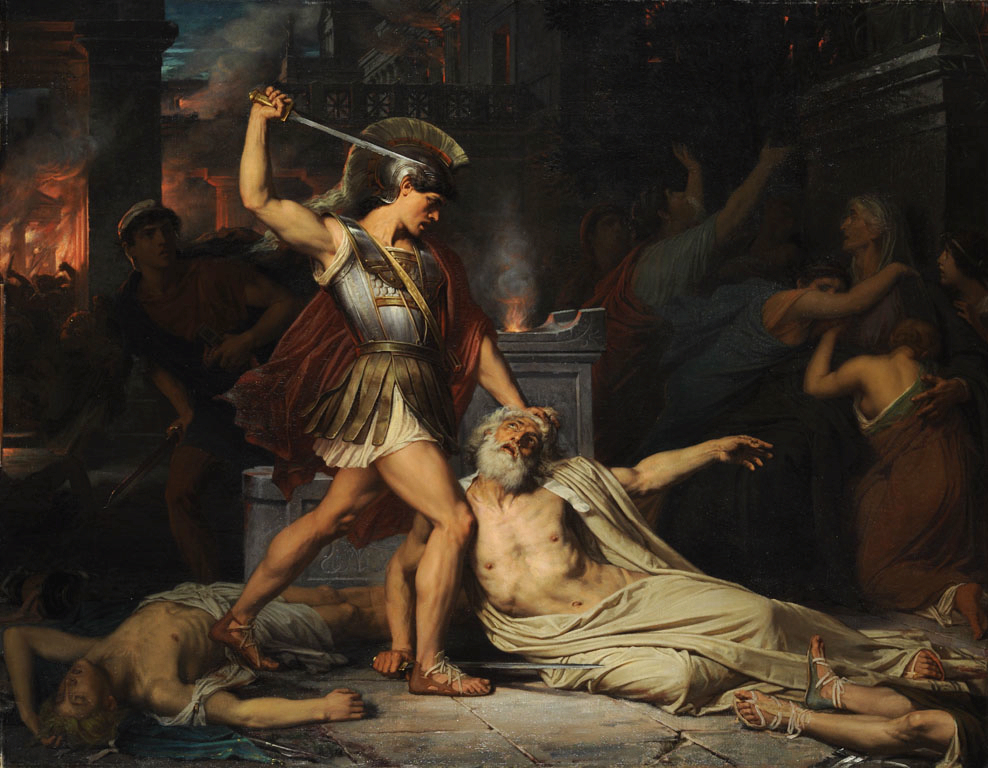
ジュール・ジョゼフ・ルフェーブル作、『プリアモスの死』(1861)、パリ国立高等美術学校蔵

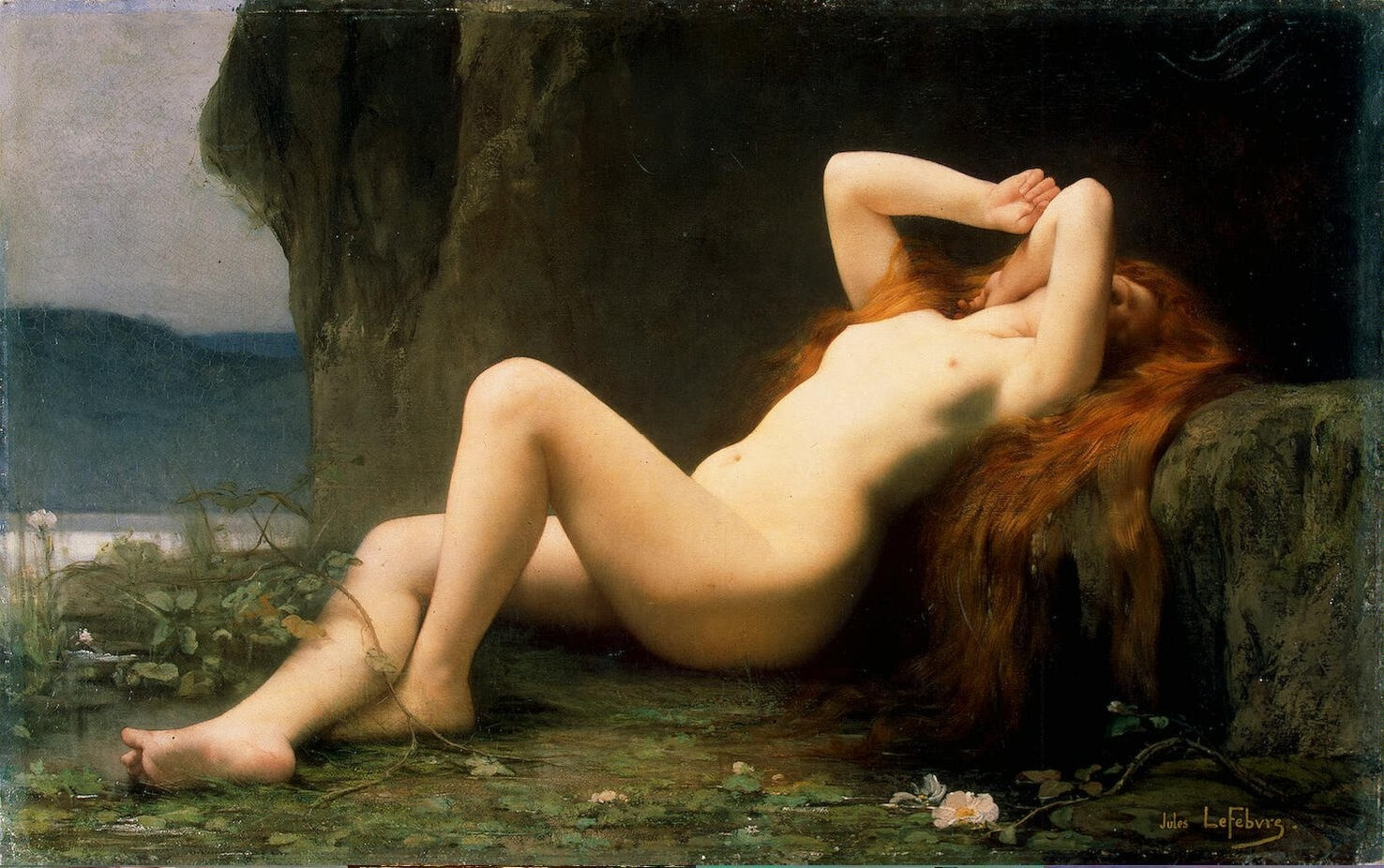
ジュール・ジョゼフ・ルフェーブル作、『洞窟のマグダラのマリア』(1876)、エルミタージュ美術館蔵

ジュール・ジョゼフ・ルフェーブル（Jules Joseph Lefebvre, 1836年3月14日 - 1911年2月24日）は、フランスの人物画家。アカデミック美術を代表する画家の一人で、パリ国立高等美術学校やパリの私立美術学校、アカデミー・ジュリアンで多くの画家を教えた。

## 生涯
パリに近いセーヌ＝エ＝マルヌ県のトゥルナン＝アン＝ブリで生まれた。父親はアミアンのパン屋で働いていた。地元の学校の美術教師に認められて、1852年、パリ国立高等美術学校に入学し、レオン・コニエ（1794-1880）の下で絵を学んだ。豊かではなかった父親はアミアン市に奨学金を申請して認められた。1855年に初めてパリ・サロンに作品が受理され、その後、1898年までの43年間に、72点の人物画を出展した。1859年のローマ賞で2位になった後、1861年に、『プリアモスの死』でローマ賞を受賞し、ローマに留学した。
1878年のパリ・サロンで1等のメダルを受賞し、ナポレオン・ウジェーヌ・ルイ・ボナパルト皇太子（1874年）の肖像画も描いた。パリ万国博覧会にも出展した。1886年のサロンで名誉勲章を受賞した。レジオンドヌール勲章は1870年にオフィシエを受勲し1898年にコマンドゥールを受勲している。1891年には、フランス芸術アカデミーの会員に選ばれた。
ルフェーブルは1870年にパリの私立の美術学校アカデミー・ジュリアンの講師になった。優秀にして思いやりのある教師としてアカデミーに欠かすことができない存在だった。多くのアメリカ人やイギリス人を含む、1,500人またはそれ以上の教え子たちの中がいて、代表的な画家にはウィリアム・ハートやジョルジュ・ロシュグロス、ジョン・ノーブル・バーロウ、チャイルド・ハッサム、フランク・ウェストン・ベンソン、エドモンド・チャールズ・ターベル、フェルナン・クノップフらがいた。パリ国立高等美術学校でも長く教授を務めた。
ルフェーブルの描く絵は、もっぱら1人の美しい女性を描いた人物画だった。

## ギャラリー

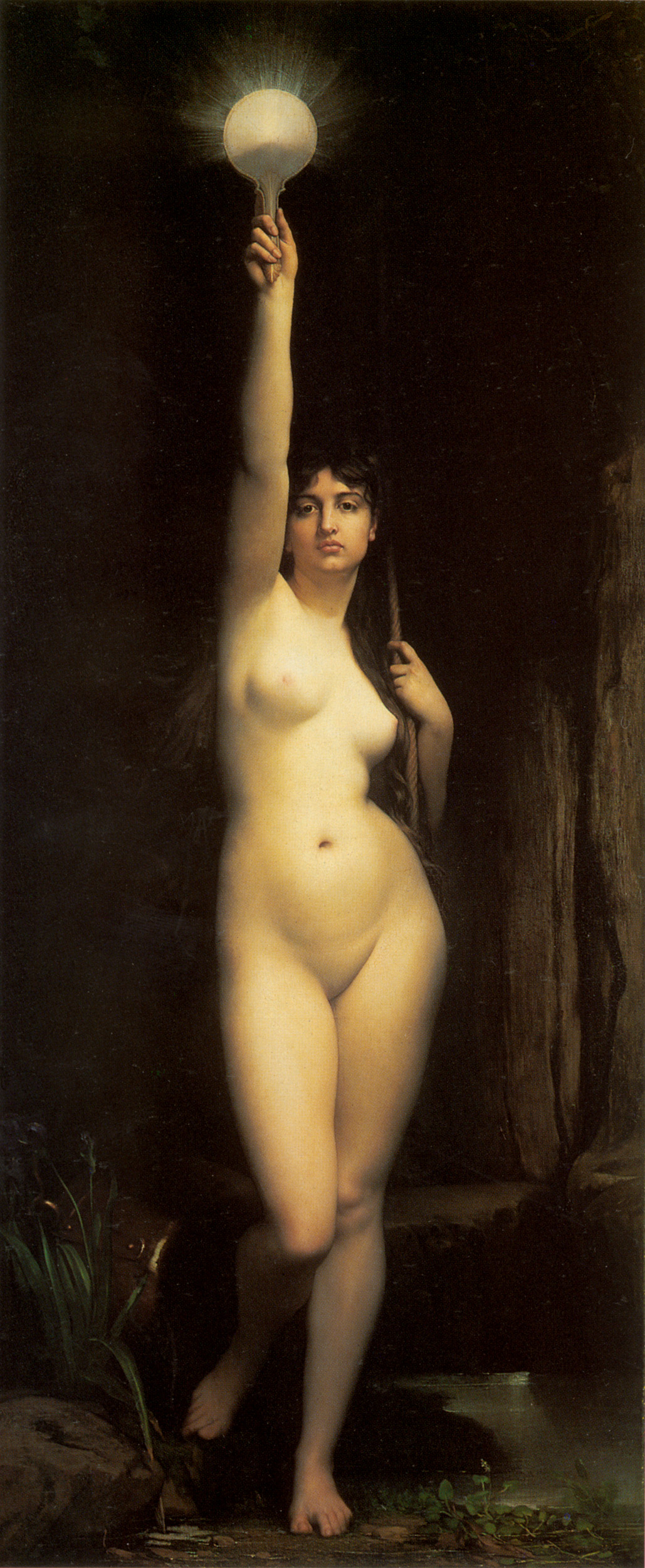
『真実』1870年 オルセー美術館
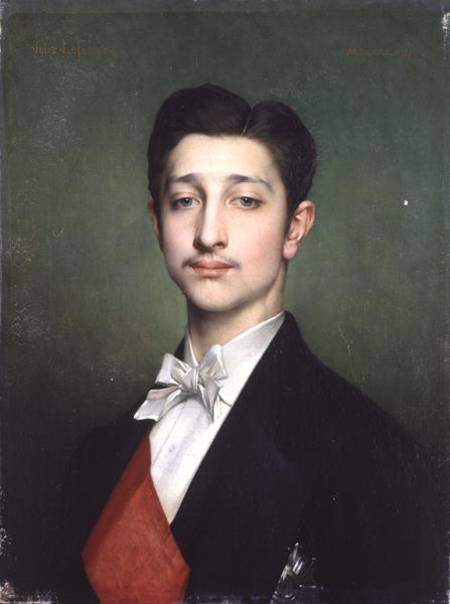
ナポレオン・ウジェーヌ・ルイ・ボナパルトの肖像　(1874)
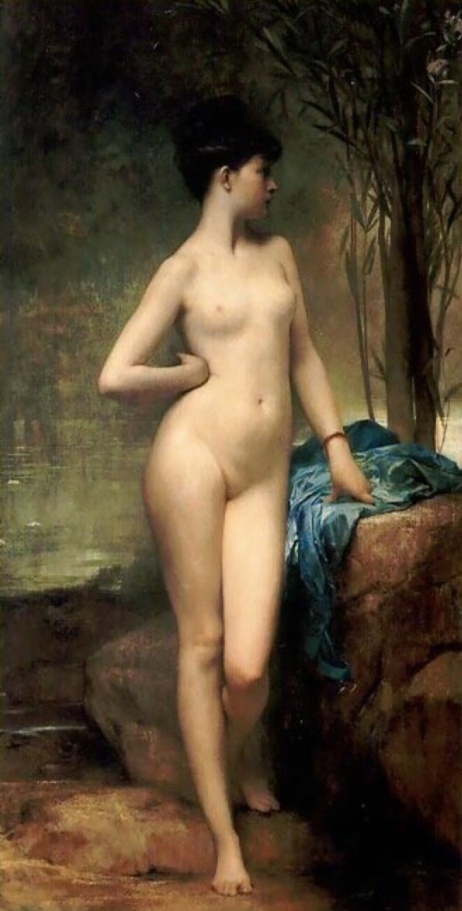
『クロエ』 ヤング・アンド・ジャクソンホテル（英語版）
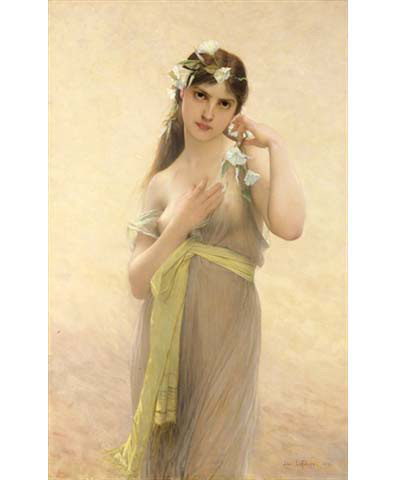
La gloire du matin
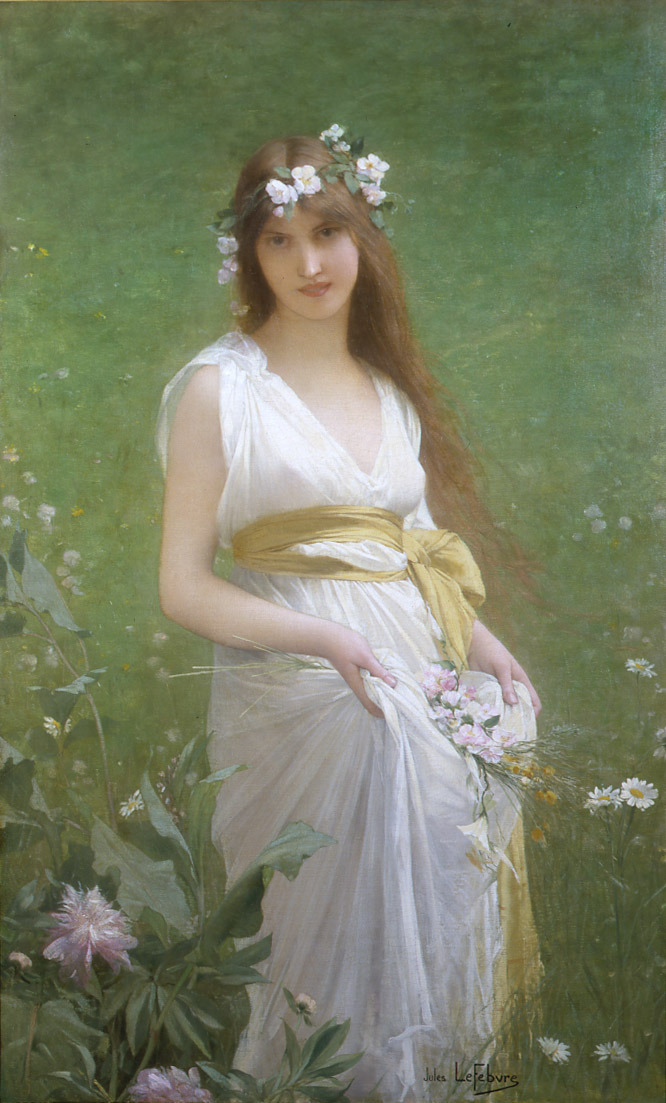
Springtime
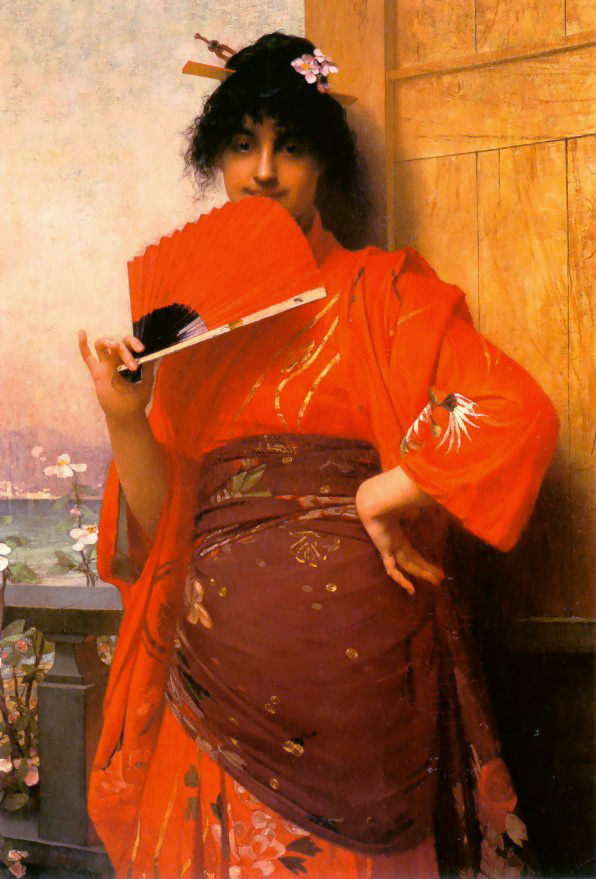
『ジャポネーズ』1882年 私蔵
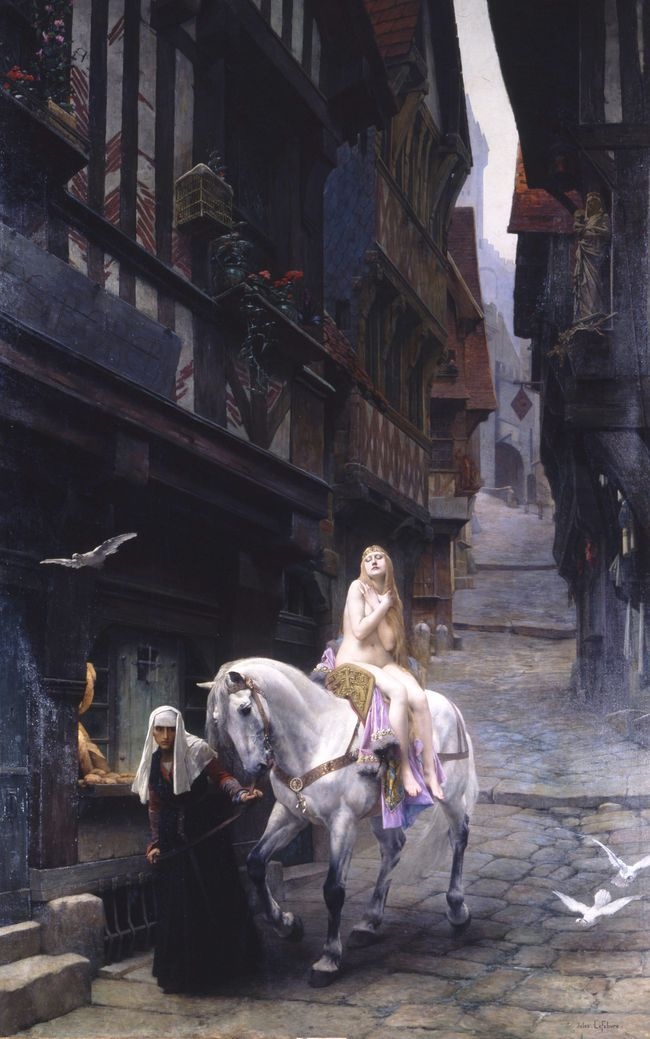
『ゴダイヴァ夫人』1890年 ピカルディー美術館
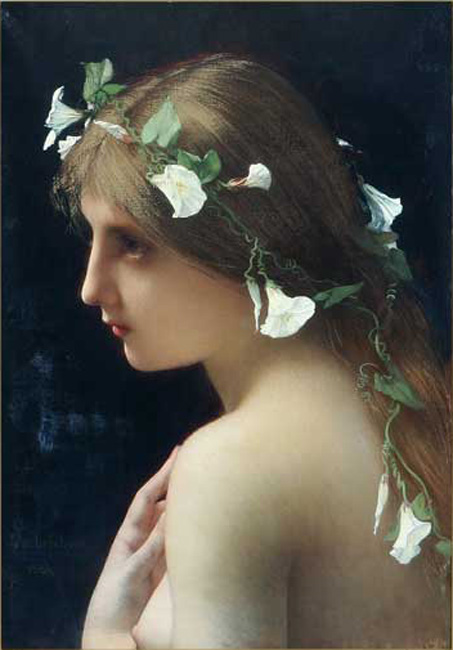
『朝顔の花をつけたニンフ』 私蔵
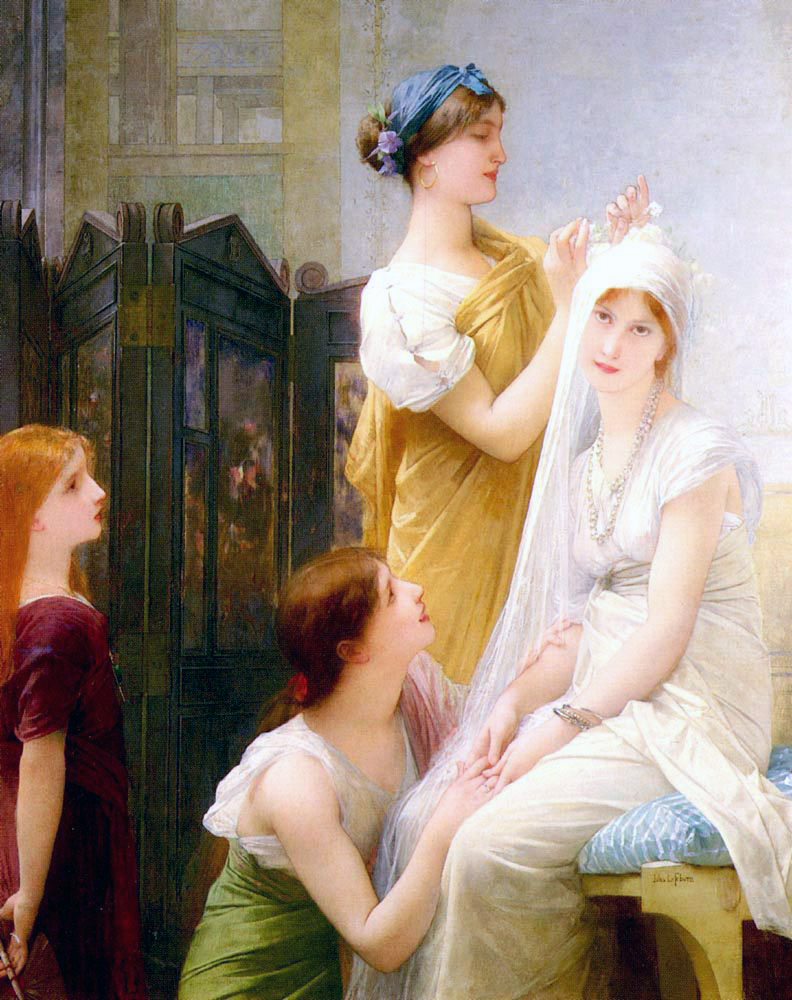
The bride
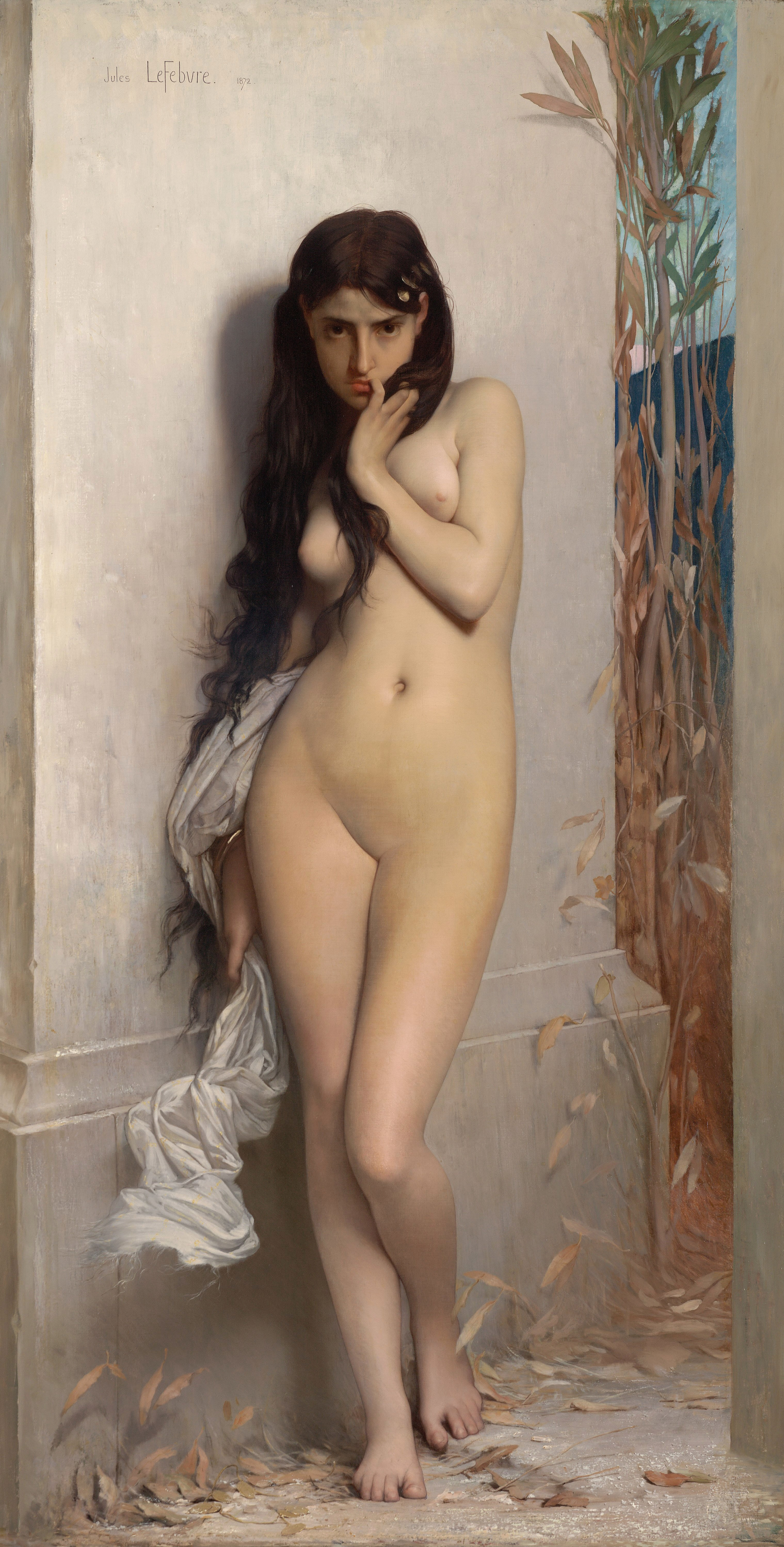
The Grasshopper